# Custom Item
Custom Item inc. (Кастом Айтем) — український глибоко-технологічний стартап у галузі модного виробництва та продукційних ланцюжків, заснований 2023 року. Компанія розробляє платформу для масової кастомізації продуктів модного сектору — одягу, взуття та аксесуарів, що поєднує клієнтів, виробничі потужності та постачальників сировини в єдину цифрову систему.

## Як працює
Цифрова система, яка автоматично координує взаємодію між брендами, виробниками та постачальниками сировини. Учасники платформи працюють через окремі інтерфейси та не взаємодіють напряму один з одним.
Управління процесом відбувається за допомогою алгоритмів, які в реальному часі формують ланцюг постачання на основі параметрів замовлення, технічних можливостей виробництв і доступності матеріалів. Координація ґрунтується на сценарному плануванні: кожен етап автоматично ініціює наступну дію, залежно від результатів попереднього.
Від створення виробу у 3D-редакторі до його виготовлення і доставки — усі дії виконуються в межах єдиної логіки платформи. Це дає змогу брендам запускати колекції без власної інфраструктури, а виконавцям — підключатися до кастомного виробництва без складної інтеграції.

## Історія
Ідея, яка згодом переросла у Custom Item, зародилася ще 2012 року, коли Костя Біберман повернувся з міста Чивітанова-Марке — одного з головних центрів взуттєвої промисловості Італії. Спостерігаючи за виробничими процесами на підприємствах із високим рівнем автоматизації, він дійшов висновку, що навіть у таких умовах традиційна промислова модель не здатна задовольнити зростаючий попит на масову кастомізацію.
Це спостереження перегукувалось із прогнозами економіста К'єлла Нордстрема, який ще на початку 2000-х у книжці Funky Business стверджував, що усі ринки рухаються у напрямку масового індивідуалізованого виробництва.
Як відповідь на цю викликану часом трансформацію, Біберман сформулював концепцію нової індустріальної архітектури, яку пізніше визначив як «Цифрова промисловість» — модель алгоритмічної координації між усіма учасниками виробництва, без потреби у ручному погодженні чи комунікації. Ця модель стала основою платформи, реалізованої вже 2023 року, під час повномасштабного вторгнення в Україну, у складних умовах без доступу до інвестицій.

## Команда та принципи роботи
Формування команди «Custom Item» відбувалося в умовах повномасштабної війни, коли традиційні інструменти залучення фахівців — як-от інвестиції, переїзд чи стабільна інфраструктура — були недоступні. Протягом 2023—2024 років було проведено понад 400 співбесід, результатом яких стала команда з 25 фахівців. Усі учасники долучились до роботи на умовах часткової зайнятості та без грошової винагороди — винятково за модель опціонів.
Основою відбору була не лише технічна компетентність, а й здатність працювати у середовищі з високим рівнем невизначеності та зосередженістю на довгостроковому результаті. Команда будувалась навколо чіткого архітектурного бачення, а не МЖП-логіки.
Робочі процеси організовувались через спринт-планування, щоденні синхронізації, відкриту документацію та публічні дорожні мапи. Компанія свідомо уникала ієрархічних структур та бюрократичних підходів, поєднуючи прозорість, автономність і високу вимогливість до якості. Така модель управління дозволила забезпечити синхронну роботу в умовах повітряних тривог, відключень електроенергії та постійної загрози життю.
До основної команди «Custom Item» увійшли ключові фахівці, відповідальні за розробку архітектури, кастомного асортименту, реалізацію платформи та супровід юридичних і виробничих процесів:
- Костя Біберман — співзасновник, виконавчий директор (англ. Co-Founder, CEO);
- Міша Фетісов — співзасновник, технічний директор (англ. Co-Founder, CTO);
- Каріна Григорова — керівниця напрямку асортименту (англ. Chief of Assortment);
- Наталія Коваленко — керівниця юридичного напряму (англ. Chief Legal & Compliance);
- Саша Гуцао — провідний бекенд-розробник (англ. Lead Backend);
- Роман Жовтий — провідний фронтенд-розробник (англ. Lead Frontend);
- Влад Дракула — C++ розробник (3D та графіка);
- Максим Кузнєцов — проєктний менеджер (англ. Project Manager).

Команда охоплювала ключові функції платформи: від технологічної інфраструктури до продуктової логіки, графічного інтерфейсу, 3D-моделювання, правового супроводу та внутрішнього управління процесами.

## Технологія та продукт
Платформа «Custom Item» розробляється в межах авторської концепції «Цифрова промисловість», яка описує промисловість як набір функціональних блоків, що можуть бути автоматизовані. В рамках цієї моделі Костя Біберман провів структурний аналіз повного циклу створення фізичних предметів та виділив сім базових ролей, які забезпечують виробничий процес.
На момент запуску публічної версії платформа реалізує цифрову взаємодію трьох із них — клієнта, постачальника комплектних та складального виробництва. Наразі[коли?] інші частково реалізовані вдома або інтегровані через зовнішні API. У майбутньому всі ці учасники зможуть підключатися до платформи через окремі інтерфейси.
Попри часткову реалізацію, вже сьогодні «Custom Item» функціонує не як програмний інструмент, а як цифрова інфраструктура, що повністю охоплює ключові фази взаємодії між брендом, постачальником і виробником. Її архітектура дозволяє масштабувати обсяги замовлень без участі менеджерів або ручного погодження дій між учасниками.

## Архітектура платформи
Вертикально інтегрована архітектура, що об'єднує учасників виробничого процесу — клієнтів, постачальників комплектних та складальні виробництва — в єдину цифрову систему. Кожен учасник діє автономно у власному середовищі, не маючи прямого зв'язку з іншими сторонами. Усі взаємодії координуються платформою на основі стандартизованих протоколів, алгоритмів та заздалегідь визначених сценаріїв.
Архітектура побудована на принципі відмови від ручної координації. Замість взаємодії через менеджерів або ланцюги погоджень, платформа самостійно керує кожною дією — від конфігурації елементу до формування маршруту виготовлення. Алгоритми в реальному часі аналізують параметри замовлення, технічні можливості виробників, доступність матеріалів і відповідність стандартам якості.
Кожна з ролей у моделі «Цифрової промисловості» має потенціал бути підключеною до системи через окремий інтерфейс. У поточній реалізації три ролі вже працюють як повноцінні учасники цифрового ланцюга: клієнт створює та конфігурує виріб, постачальник комплектних надає матеріали, а складальне виробництво отримує технічну документацію й виконує замовлення. Ролі, що наразі[коли?] реалізовані частково (виробник сировини, конструктор, логістичний провайдер), інтегруються вдома або через API до моменту масштабованого відкриття інтерфейсів.

## Сценарне управління
У традиційному виробництві координація між учасниками ланцюга зазвичай відбувається через ручну комунікацію — листування, дзвінки або управління проєктами вручну. У випадку масової кастомізації це створює значні затримки, дублювання дій та помилки, оскільки кожне замовлення унікальне й потребує нової послідовності дій.
«Custom Item» замінює таку модель сценарною логікою: усі дії в системі виконуються відповідно до заздалегідь визначених сценаріїв. Якщо завдання виконано, то запускається наступний крок; якщо відбулася помилка — активується альтернативний шлях. Такий підхід відповідає сучасним управлінським методам, які застосовуються у виробничому плануванні з урахуванням сценаріїв та розглядаються в межах концепцій «Четвертої промислової революції» як ключовий інструмент гнучкого управління ланцюгами постачання. Також схожі сценарні системи описані у вітчизняних дослідженнях управління інформаційними процесами на підприємствах.
Наприклад, у разі затримки постачання система може автоматично ініціювати заміну постачальника або сповістити наступного учасника про зміну дедлайну без залучення менеджера. Кожен учасник платформи бачить лише свій блок завдань і отримує автоматичні інструкції, що оновлюються залежно від контексту. Вся логіка взаємодії описана у вигляді набору умов, які не потребують ручної інтерпретації чи погодження. Завдяки цьому модель масштабується незалежно від кількості замовлень або учасників — і дозволяє виконувати тиражі на сотні або тисячі предметів одночасно без зростання операційного навантаження.

## Асортимент і 3D-редактор

Інтерфейс 3D-редактора платформи «Custom Item»

Асортимент платформи побудований як структурована база виробів, кожен з яких описаний у цифровому форматі та повністю готовий до виробництва. Предмет включає не лише зовнішній вигляд, а й технічні параметри, сумісні складники, допустимі варіації та виробничу логіку. Така структуризація відповідає сучасним практикам створення цифрових двійників у виробництві та рекомендаціям щодо використання інтерактивних каталогів у індустрії моди.
Клієнти взаємодіють з асортиментом через інтерактивний 3D-редактор, що дозволяє змінювати кольори, матеріали, деталі конструкції, графіку або додаткові опції (наприклад, пакування чи вставки). Подібні системи кастомізації вже описані як тренд у модній індустрії, але реалізація «Custom Item» дозволяє не лише візуалізувати зміни, а й автоматично генерувати виробничу специфікацію для складальних виробництв.
Унікальною особливістю 3D-редактора є можливість кастомізувати не лише сам предмет-виріб, а й додаткові елементи (навісні бірки, лейби[невідомий термін], внутрішні вставки) та пакування — коробки, пакети, наліпки. Це дозволяє створити повністю персоналізований фізичний досвід для кінцевого споживача. Такі підходи відповідають концепції масової кастомізації та відсутні в більшості промислових платформ, що працюють у модному секторі.

## Система стандартів якості
«Custom Item» запроваджує власну систему стандартизації, яка стала необхідною умовою для усунення прямої комунікації між учасниками виробничого процесу. У традиційній моделі кожна взаємодія між брендом, постачальником і виробником потребує узгодження технічних параметрів, матеріалів та очікуваної якості. Це майже унеможливлює масштабування кастомізованого виробництва. Щоб забезпечити автоматичну сумісність без перемовин, платформа ввела формалізовану систему якості, що відповідає підходам, описаним у дослідженнях управління якістю у гнучких виробничих системах та у стандартах ISO 9001.
Усі матеріали, комплектні та виробничі операції класифікуються за трирівневою шкалою: «Базові», «Середні» та «Преміальні». Кожен рівень визначено за структурованими критеріями — включаючи властивості волокон, методи обробки, технології збирання предметів та допустимі відхилення. Схожі системи багаторівневої класифікації компонентів описані у сучасних підходах до керування ланцюгами постачання.
Цей підхід усуває двозначність у трактуванні термінів, таких як «висока якість» або «преміум», які в традиційній індустрії часто базуються на суб'єктивних оцінках. У «Custom Item» кожен складник системи — від сировини до готового предмету — автоматично класифікується алгоритмом відповідно до встановлених параметрів, що узгоджується з концепціями автоматизованої оцінки якості у виробництві.
Система виконує роль універсального технічного інтерфейсу: якщо виробник відповідає рівню «Середній», він може працювати з усіма складниками, постачальниками та предметами цього рівня без додаткових узгоджень. Це дозволяє створювати гнучкі та взаємозамінні ланцюги виробництва між сторонами, які не мають попередньої співпраці.

## Контракти та повторюваність
Цифрова архітектура «Custom Item» дозволяє не лише формувати сумісні виробничі ланцюги, а й гарантувати повторюваність та юридичну визначеність кожного замовлення. Кожна дія учасника — вибір матеріалу, виконання операції, пакування — є частиною структурованого сценарію, який зберігається як технічна документація і автоматично включається до контракту між сторонами. Такий підхід відповідає принципам електронних контрактів у виробництві та використанню розумних договорів у логістичних і виробничих ланцюгах.
Усі учасники несуть юридичну відповідальність за точне виконання своїх дій згідно з цим цифровим контрактом. Завдяки цьому, у разі повторного замовлення того самого предмета, платформа може сформувати новий ланцюг із будь-яким іншим виробником чи постачальником, і кінцевий результат буде ідентичним. Ця властивість відповідає концепціям повторюваності процесів у виробництві і дозволяє масштабувати кастомізоване виробництво без втрати контролю якості або потреби в залученні менеджерів.
Договірно визначена логіка виробництва забезпечує прозору взаємодію, юридичну захищеність сторін і операційну передбачуваність, що є рідкісним явищем у галузі з великою кількістю змінних.

## Фінансування та визнання
«Custom Item» реалізує фінансову модель, орієнтовану на незалежність і публічну підтримку. У 2023—2024 роках платформа була створена без залучення венчурного капіталу — виключно за рахунок внутрішніх ресурсів, ентузіазму команди та моделі опціонної участі. Замість зовнішнього приватного інвестування компанія зосередилась на участі в державних та європейських програмах підтримки, що відповідають довгостроковій стратегії технологічного розвитку з високим ступенем відповідальності.

### Гранти та програми підтримки
2025 року «Custom Item» отримала грант €25000 у межах європейської програми «Seeds of Bravery» (категорія «Innovative Entrepreneurship»). Програма фінансується Європейською комісією та спрямована на підтримку українських глибоко-технологічних стартапів, що працюють на перетині промисловостей і цифрових технологій. Компанія отримала фінансування до €25000, призначене для розвитку платформи, зміцнення технологічної бази та виходу на міжнародний ринок.
Крім того, 2025 року «Custom Item» подала заявку на €2500000 до програми «EIC Accelerator» — конкурсу Європейської ради з інновацій, орієнтованого на проривні стартапи.

### Професійна інтеграція
З лютого 2025 року компанія є учасником «Української асоціації підприємств легкої промисловості» («Укрлегпром»), що об'єднує понад 250 підприємств галузі. Участь у галузевій асоціації дозволяє «Custom Item» підтримувати зв'язки з українськими виробниками та формувати внутрішню мережу партнерств.
Також «Custom Item» представлена у державній платформі «UATechEcosystem», що публікує інформацію про інноваційні компанії України, та з 2024 року є резидентом спеціального правового режиму «Diia City».

### Громадська й медійна згадка
У жовтні 2024 року «Custom Item» була представлена в епізоді подкасту «У чому виклик?» — авторського проєкту «Banda Agency», присвяченого майбутньому промисловостей.